# Несение креста (картина Гарофало)
«Несение креста» (итал. Salita al Calvario) — картина итальянского художника Бенвенуто Тизи по прозвищу Гарофало из собрания Государственного Эрмитажа.
Картина иллюстрирует апокрифическую легенду, не описанную ни в одном из Евангелий, но известную по церковным преданиям. Церковная история относит встречу Святой Вероники с Христом к событиям его Крестного пути: когда Христос шёл, сгибаясь под ношей своего креста, спотыкаясь и падая на Крестном пути, идя к месту Распятия, к нему подошла женщина и подала свой плат (кусок ткани), чтобы Иисус мог обтереть лицо. На ткани осталось «истинное изображение» (лат. icona vera) лица Иисуса. Плат Вероники (sudarium) стал одним из символов страстей Господних.
Сохранилось свидетельство реставратора Джузеппе Гедини, работавшего в монастыре Сан-Бернардино в 1753 году:

Во внутренней церкви этой обители сразу за большой дверью сталкиваешься с достаточно большой картиной высотой пять феррарских футов и шириной восемь футов и одна унция изображающей восхождение Христа на Голгофу, украшенное фигурами и написанное на холсте нашим Бенвенуто. Картина нарисована и написана с тончайшим вкусом, хотя одна фигура обнаруживает дефект в большом мускуле шеи, отчего создается несколько неестественный поворот головы (вероятно имеется в виду мужская фигура за спиной св. Вероники), вещь удивительная для Бенвенуто, но на это не стоит обращать внимания у столь значительного художника. Монахини имеют обыкновение выставлять эту картину во внешней церкви на святой неделе по случаю погребения Христа

С момента создания в 1531 году картина находилась в трапезной монастыря Сан-Бернардино в Ферраре. В 1792 году она была выкуплена у обедневших монахинь папой Пием VI; причем перед покупкой картин был составлен список со стоимостью восьми произведений, в котором «Несение креста» по оценке в 1000 скуди занимало третье место (см.: Cittadella 1872). После смерти Пия VI картины были унаследованы его племянником графом Пио Браски. В 1840 году он, испытывая денежные затруднения, решил продать часть коллекции своего дяди и несколько картин было выкуплено по распоряжению императора Николая I, в том числе и две картины Гарофало: «Брак в Кане Галилейской» и «Чудо с хлебами и рыбами» (последняя в 1931 году была передана из Эрмитажа в новообразованный Дальневосточный художественный музей в Хабаровске). Картины «Аллегория Ветхого и Нового завета» и «Несение креста» были приобретены герцогом Луиджи Браски, однако в 1842 году русский посол в Риме убедил его продать их императору Николаю I; таким образом в России оказался комплект из четырёх картин Гарофало, выполненный им для монастыря Сан-Бернардино.
В отличие от прочих картин Гарофало, первоначально отправленных в Большой Гатчинский дворец, эта картина по прибытии в Россию под названием «Святая Вероника» была сразу назначена храниться в Эрмитаже и считалась работой Гарофало. Пентер (1883) назвал её выдающимся произведением мастера. Однако Харк в 1896 году счёл что это работа не самого Гарофало, а кого-то из учеников его мастерской. В эрмитажных каталогах 1863—1912 годов картина числится под именем Гарофало. По неустановленным причинам в каталоге 1958 года она обозначена в качестве копии с Гарофало. Имя мастера было возвращено полотну в каталоге 1976 года.